# Nyzeeländsk tusensnäcka
Nyzeeländsk tusensnäcka (Potamopyrgus antipodarum) är en snäckart som först beskrevs av John Edward Gray 1853.  Nyzeeländsk tusensnäcka ingår i släktet Potamopyrgus och familjen tusensnäckor. Arten är reproducerande i Sverige. Inga underarter finns listade i Catalogue of Life.

## Bildgalleri

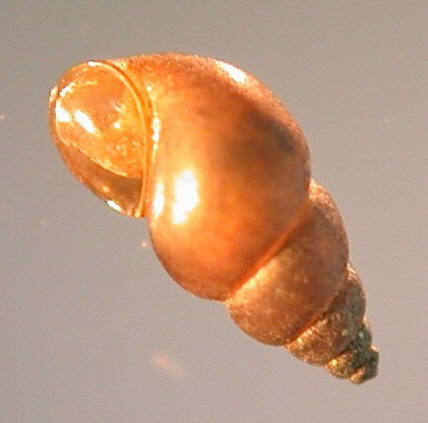
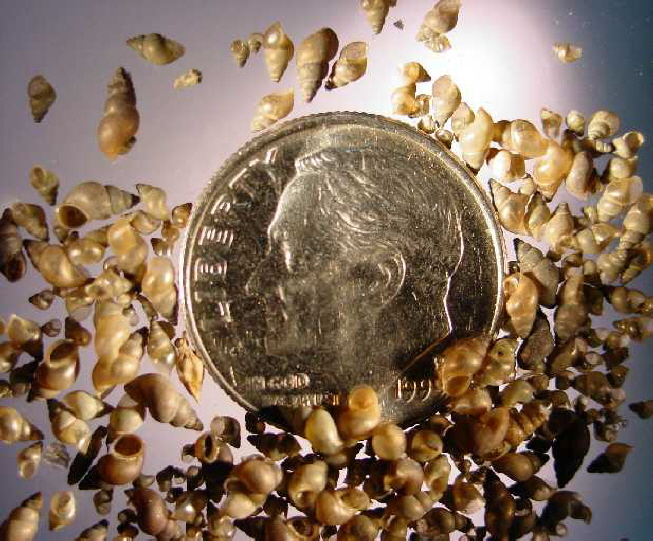
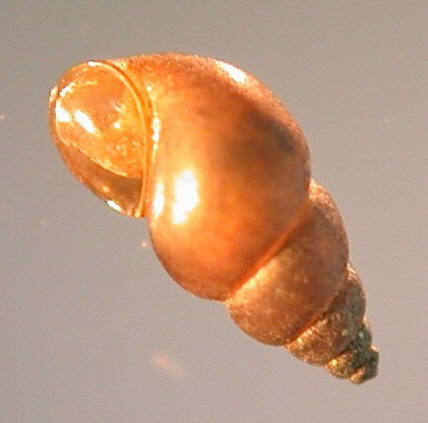